# Erkki Kämäräinen
Erkki Kämäräinen (* 13. Juni 1897 in Sotkamo; † 14. November 1964 in Kuopio) war ein finnischer Skilangläufer.
Kämäräinen, der für den Iisalmen Visa startete, wurde im Jahr 1923 finnischer Meister über 60 km und nahm bei den Olympischen Winterspielen 1924 in Chamonix am 50-km-Lauf teil, den er aber vorzeitig beendete. Im März 1924 errang er bei den Lahti Ski Games den zweiten Platz über 10 km. und kam bei den Nordischen Skiweltmeisterschaften 1926 in Lahti auf den 11. Platz über 30 km und auf den siebten Rang über 50 km.